# 34397 Rosaliebarber
34397 Rosaliebarber este o planetă minoră (asteroid), cu un diametru de 3,19 km, din centura de asteroizi. A fost descoperită pe 4 septembrie 2000 la Experimental Test Site⁠(d) de Lincoln Near-Earth Asteroid Research. 
Obiectul prezintă o orbită caracterizată de o semiaxă mare de 2,9337088 UAi, o excentricitate de 0,12, o înclinație de 2,99248 ° în raport cu ecliptica.